# Кампоформијски мир
Кампоформијски мир (фр. Traité de Campo-Formio) је историографски назив за мировни уговор, који је потписан 17. октобра 1797. године у фурланском месту Кампоформију, између представника Француске републике и Хабзбуршке монархије. Потписивањем овог уговора, довршен је преговарачки процес који је био започет још 18. априла исте године, потписивањем прелиминарног Леобенског уговора, чиме је окончано хабзбуршко учешће у петогодишњем Рату прве коалиције (1792-1797), који је био вођен против револиционарне Француске.
Приликом склапања Кампоформијског мировног споразума, француску страну је представљао генерал Наполеон Бонапарта, док је хабзбуршку страну представљао гроф Јохан Филип фон Кобенцл. У завршној фази преговарачког процеса, Наполеон је од новог француског државног врха  одбио неочекивани налог да обустави преговоре ради додатног притиска на бечки двор, али генерал тај налог није послушао већ је наставио преговоре, тако да су коначне одредбе мировног уговора највећим делом биле засноване на решењима која су била зацртана у раније склопљеном (прелиминарном) Леобенском уговору.
Кампоформијски мировни уговор је садржао јавне и тајне одредбе. Хабзуршка монархија се јавно и коначно одрекла својих већ увелико изгубљених низоземских и ломбардијских поседа у корист Француске и њених савезника, а за узврат је добила значајну територијалну компензацију на рачун бивше Млетачке републике. То је укључивало највећи део млетачког залеђа (са Венецијом), као и целокупно подручје Млетачке Истре и Млетачке Далмације, а такође и читаву област Боке которске (бивша Млетачка Албанија). Преостали делови бившег млетачког државног подручја, укључујући и Јонска острва, припали су Француској и њеним савезницима.
У склопу тајних клаузула, Хабзбуршка монархија је признала Цисалпинску републику и новостворену Лигуријску републику (територија бивше Ђеновљанске републике). Такође је признала и француске претензије на сва подручја западно од реке Рајне.